# Viken (meer)
Viken is een meer in het noordoosten van het landschap Västergötland in Zweden. Het meer heeft een oppervlakte van 48 km² en watert via het meer Bottensjön af in het Vättermeer. Het Götakanaal loopt door het op 92 meter boven de zeespiegel gelegen meer.